# Alex Wilson (Leichtathlet, 1905)
Alex Wilson (eigentlich Alexander S. Wilson; * 1. Dezember 1905 in Montréal, Québec, Kanada; † 10. Oktober 1994 in South Bend, Indiana, USA) war ein kanadischer Leichtathlet, der in den Jahren um 1930 als Läufer über 400 und 800 Meter erfolgreich war. Er nahm zweimal an Olympischen Spielen und einmal an den British Empire Games teil, wobei er insgesamt sieben Medaillen gewann. 
Nach Beendigung seiner aktiven Laufbahn wurde er Trainer an der University of Notre Dame, wo alljährlich das Alex-Wilson-Invitational stattfindet. 
1954 wurde er in die Canadian Track Hall of Fame aufgenommen. 
Er war 1,78 m groß und 66 kg schwer. 

## Olympische Spiele

### 400 Meter
Alex Wilson ging sowohl 1928 in Amsterdam als auch 1932 in Los Angeles über 400 Meter an den Start. Während er in Amsterdam als Vierter seines Halbfinallaufs (49,2 s) ausschied, konnte er sich in Los Angeles kontinuierlich steigern: 50,5 s im Vorlauf, 49,6 s im Viertelfinale und 47,8 s im Halbfinale, wo er Zweiter wurde. Im Finale dann gelang ihm eine neuerliche Verbesserung auf 47,4 s, die den Gewinn der Bronzemedaille vor den beiden hoch überlegenen US-Amerikanern Bill Carr (Gold in der Weltrekordzeit von 46,2 s) und Ben Eastman (Silber in 46,4 s) bedeutete.

### 800 Meter
Auch über die 800-Meter-Distanz trat Alex Wilson bei beiden Olympischen Spielen an und erlebte dabei dasselbe wie über 400 Meter: In Amsterdam kam er bis ins Halbfinale (Siebter in 1:57,1 min), in Los Angeles verbesserte er sich von 1:52,5 min im Halbfinale auf 1:49,9 min im Finale, wo er nur dem Briten Tommy Hampson unterlag, der mit 1:49,7 min einen Weltrekord aufstellte.

### 4-mal 400 Meter
Alex Wilson war 1928 und 1932 Mitglied der kanadischen Mannschaft in der 4-mal-400-Meter-Staffel, die beide Male die Bronzemedaille gewann. 1928 war er Startläufer, und 1932 konnte er als Schlussläufer die deutsche Staffel, für die Otto Peltzer die letzte Runde bestritt, auf Platz vier verweisen.

## British Empire Games
Alex Wilson nahm 1930 in Hamilton an den Wettkämpfen über 440 und 880 Yards sowie als Startläufer der kanadischen Staffel teil und gewann drei Medaillen: Gold über 440 Yards (48,8 s), Silber mit der Staffel (3:19,8 min) und Bronze über 880 Yards (1:54,9 min).